# ジェイシー・ジョン
ジェイシー・ジョン（Jaycee John、1985年10月8日 - ）はナイジェリア・ラゴス生まれのバーレーン人のサッカー選手。ナイジェリアから帰化しているバーレーン代表の選手で、現在はタイ・リーグ2のコーンケン・ユナイテッドFCに所属。ポジションはFW。

## 経歴
2004年、バーレーンリーグのアル・アハリでプロデビュー。2006年には同リーグの強豪アル・ムハッラクに引き抜かれる。同クラブで30試合29ゴールという成績を残し広く注目され、ベルギーのREムスクロンに移籍する。バーレーン代表では数少ないヨーロッパでプレーする選手の一人である。
2010年、REムスクロンのクラブの財政難に伴い同クラブからトルコ・シュペルリガのエスキシェヒールスポルに移籍。
2009年9月9日、2010 FIFAワールドカップのアジア地区プレーオフでサウジアラビアから貴重なアウェーゴールを奪う活躍をし、バーレーンをアジア/オセアニア地区プレーオフへと導く一員となる。

## 代表歴
- バーレーン代表 2006年-
  - 2007年 AFCアジアカップ2007（グループリーグ敗退）